# Alaina Chacon
Alaina Chacon (* 22. Januar 1999 in Crown Point, Indiana) ist eine US-amerikanische Beachvolleyballspielerin.

## Karriere

### Karriere, Schule und Universität
Die im Lake County aufgewachsene Sportlerin begann sich für Volleyball zu interessieren, als sie einen Flyer entdeckte, auf dem für ein Probetraining für die Mannschaft ihrer Ausbildungsstätte Werbung gemacht wurde. Sie begann mit ihrer Mutter im eigenen Garten mit dem Training, dem sich kurze Zeit später auch ihre jüngeren Schwestern anschlossen. Die Älteste der Geschwister war während ihrer Schulzeit sowohl in der Halle als auch im Sand aktiv. In ihrem letzten Schuljahr stand die Crown Point High School zum ersten Mal seit Bestehen im Endspiel der Landesmeisterschaft. Alaina Chacon wurde ins First Team All-State berufen sowie als beste Abwehrspezialistin, beste Aufschlägerin und All-Conference-Spielerin ausgezeichnet.
Ab 2018 war sie Studentin an der Florida State (FSU). Als Freshman wurde sie noch nicht allzu häufig eingesetzt und beendete das Jahr mit einer 6:1 Bilanz. Als Sophomore erkämpfte sie mit Madison Fitzpatrick siebenundzwanzig Siege bei nur fünfzehn Niederlagen. Vier der Spielgewinne gelangen in einem Turnier, die restlichen dreiundzwanzig in Auseinandersetzungen mit anderen Universitäten, bei denen jeweils fünf Paare gegeneinander antreten und die siegende Hochschule nach drei gewonnenen Duellen feststeht. Die meisten dieser sogenannten dual matches fanden auf Court eins statt. Die Leistung wurde vom DiG Collegiate Beach Volleyball als First Team All-American und vom Volleyballmagazin als Second Team All-American honoriert. Als Junior gelang der Spielerin aus Indiana mit Molly McBain, mit der sie eine Spielzeit später zur AVCA Second Team All-American gewählt wurde, mit dreizehn Siegen in dreizehn Begegnungen die perfekte Saison. Sie war damit eine von sechs Spielerinnen, die mehr als zehn Partien bestritten hatten und das wegen der COVID-19-Pandemie abgebrochene Spieljahr ungeschlagen überstanden hatten. Aufgrund der Verkürzung konnte die Athletin 2021 als Junior Redshirt antreten und wurde neben der Auszeichnung der Trainerorganisation mit einer weiteren All-American-Second-Team Berufung belohnt. Die erhielt sie noch einmal vom Volleyballmagazin diesmal gemeinsam mit Maddie Anderson. Als Senior mit Ausnahme zweier Spiele wieder an der Seite von Madison Fitzpatrick hatte sie eine Bilanz von 33 gewonnenen Spielen in 42 Partien und trug entscheidend mit zum Erreichen des NCAA Championship Endspiels bei, in dem das Duo den einzigen Punkt für die Florida State holte. Die Saisonleistung brachte ihr und ihrer Partnerin eine NCAA All-Tournament Team Anerkennung ein. 
Während ihres gesamten Studiums siegte Alaina Chacon 100 Mal in dual matches für die Seminoles. In den Rekordlisten der Hochschule ist dies das zweitbeste Resultat aller Zeiten. Weitere herausragende Ergebnisse sind die 45 Spielgewinne auf Feld eins, die ebenfalls das zweitbeste Ergebnis in den Annalen der Universität sind und die 58 Siege mit Fitzpatrick, die nur ein Duo an der FSU jemals übertroffen hat. Außerdem halten die beiden den NCAA-Rekord von sechs gewonnenen Spielen während der Play-offs im gleichen Team.

### Karriere AVP und FIVB
Schon bei der zweiten Teilnahme an einem Event der AVP Tour nach dem Ende des Studiums stand Alaina Chacaon gemeinsam mit Kylie Deberg zum ersten und bisher einzigen Mal (Stand: 30. Mai 2025) auf dem Stockerl und das gleich auf der obersten Stufe. In Waupaca besiegten sie im Endspiel Chloe Loreen / Natalie Robinson in zwei Sätzen. In Manhattan Beach reichte es direkt im Anschluss immerhin noch zu den Top Acht. Die Athletin mit den Wurzeln in Crown Point wechselte noch in 2023 zu Mariah Whalen, mit der sie das Viertelfinale in Laguna Beach und ein Jahr später in Waupaca bei der amerikanischen Beachserie erreichte. In der gleichen Saison nahmen die US-Amerikanerinnen auch zum ersten Mal gemeinsam an Futures der World Tour teil. Beste Ergebnisse waren der vierte Platz in Mollymook, der dritte Rang in Mount Maunganui und die Finalteilnahmen in Coolangatta sowie in Nuvali. In Xiamen nahmen die beiden zum ersten Mal an einem hochwertigeren FIVB-Challenge teil und schafften es über die Voaausscheidung in den Hauptwettbewerb, blieben dort jedoch sieglos. Genauso erging es Molly Phillips und Chacon bei den gleichartigen Turnieren in Haikou und Nuvali.
Letztere entschied sich danach für eine Zusammenarbeit mit ihrer Schwester Morgan Chacon. Nach einem wenig ermutigenden Auftakt noch im Dezember mit dem Ausscheiden in der ersten Qualifikationsrunde beim Futures in Pompano Beach steigerte sich das Beachpaar Anfang 2025 und stand bei den ersten sechs Wettbewerben jedes Mal auf dem Treppchen. Nach einem dritten und zweiten Rang bei der neuseeländischen Beachtour sowie dem dritten Platz beim Futures in Maunganui folgten Siege bei der australischen Meisterschaft sowie bei den Futures in Coolangatta und Songkhla. Zum ersten Mal gemeinsam bei der AVP-Beachserie überstand das Duo in Huntington Beach zwei Qualifikationsrunden, scheiterte jedoch wie beim ersten Auftritt im Vorjahr in Florida an den Landsfrauen Whitmarsh / Newberry kurz vor dem Einzug in den Hauptwettkampf. Für diesen waren die Schwestern in Palm Beach gesetzt und erkämpften dort den geteilten fünften Rang.

## Auszeichnungen
- 2019: DiG Collegiate Beach Volleyball First Team All-American mit Madison Fitzpatrick
- 2019: Volleyballmagazin Second Team All-American mit Madison Fitzpatrick
- 2021: AVCA Second Team All-American mit Molly McBain
- 2021: Volleyballmagazin Second Team All-American mit Maddie Anderson
- 2022: NCAA All-Tournament Team mit Madison Fitzpatrick[5][6]

## Persönliches
Neben Morgan, die zweitweise gemeinsam mit ihr an der FSU studiert hat und bei den Seminoles sowohl im Beach- als auch Hallenvolleyball aktiv war, hat die Sportlerin noch eine weitere Schwester namens Savana. Die Jüngste spielte wie die anderen beiden zunächst Volleyball an der Crown Point High School, bevor sie als Libera auf der Purdue und anschließend auf der Long Beach State University erfolgreich war. Die Eltern der Drei sind Brandi und Luis Chacon. Im Anschluss an ihr Studium erhielt Alaina Chacon die Möglichkeit eines Volontariats als Assistant Coach bei den Seminoles.